# Этеляниеми, Петри
Петри Этеляниеми (фин. Petri Eteläniemi; род. 2 апреля 1968, Пори, Турку-Пори) — финский стрелок из пистолета; бронзовый призёр чемпионата мира 1990 года в стрельбе из скорострельного пистолета с дистанции 25 м (личное первенство), участник летних Олимпийских игр 1992 и 1996 года.

## Биография
Представляет финский клуб P-HA. В 1980-е годы был довольно успешным стрелком среди юниоров: в 1985 году в Осиеке и 1986 году в Будапеште брал бронзовые медали чемпионата Европы в соревнованиях по стрельбе из стандартного пистолета с 25 м, а в 1987 году стал чемпионом Европы среди юниоров. Высшим личным достижением на взрослом уровне стала бронзовая медаль чемпиона мира 1990 года в Москве в стрельбе из скорострельного пистолета с 25 м.
В 1992 году Этеляниеми представлял Финляндию Олимпиаде в Барселоне: на соревнованиях по стрельбе из скорострельного пистолета на дистанции 25 м он не смог попасть в полуфинал, заняв 10-е место с 585 очками и проиграв одно очко вышедшему в финал по дополнительным показателям спортсмену Объединённой команды Мирославу Игнатюку. В 1996 году выступил во второй раз на Олимпиаде в Атланте: соревнуясь в стрельбе из скорострельного пистолета на 25 м, он показал ещё более худший результат, заняв 19-е место в квалификации.
После этого выступления Этеляниеми в течение 12 лет финские стрелки из пистолетов не попадали на Олимпиаду, пока на чемпионате Европы 2007 года олимпийскую путёвку не завоевал Кай Янссон. В настоящее время Этеляниеми работает в компании CGI Suomi Oy, однако продолжает выступать в финских внутренних соревнованиях.